# Marjan Komjanc
Marjan Komjanc, slovenski rimskokatoliški duhovnik, * 21. januar 1917 Dobova + ??

## Življenje in delo
Rodil se je v številni kmečki družini v Dobovi, kamor se je bila družina zatekla med prvo svetovno vojno, ko je fronta zajela njihov dom v Števerjanu. Takoj po umiku fronte se je družina vrnila v Števerjan, kjer je obiskoval ljudsko šolo. Šolanje je nadaljeval v Gorici. Tu je končal gimnazijo, licej in bogoslovje. Ves čas šolanja je bil gojenec goriškega malega in velikega semenišča. Goriški nadškof
Carlo Margotti ga je 8. septembra 1940 posvetil v mašnika. Kot kaplan je najprej služboval v Črničah. Po 2. svetovni vojni 
je sprejel službo notarja na goriškem cerkvenem sodišču, istočasno pa je pastoralno deloval na raznih župnijah. Leta 1972 je bil nastavljen za župnika v Sovodnjah ob Soči. Od leta 1960 je kot katehet poučeval verouk na raznih italijanskih in slovenskih šolah v Gorici, pa tudi na šolah v krajih kjer je pastoralno deloval. Za uporabo na srednjih in strokovnih šolah je napisal tri katekizme s skupnim naslovom Moje življenje (Resnica življenja, Vir življenja, Zakon življenja).
Komjanc spada med tiste tako slovenske kakor tudi italijanske duhovnike, ki so se v goriški nadškofiji najbolj zavzeli, da se vpeljejo in ustanovijo razni duhovniški, župnijski in drugi pastoralni sveti v smislu reform II. vatikanskega koncila. Bil je med glavnimi pobudniki slovenske personalne župnije v Gorici. Posebne zasluge pa je imel, da je slovenski jezik dosegel popolno enakopravnost z italijanskim v vseh škofijskih uradih in v skupnem bogoslužju.